# Ferdinand Zvonimir Habsburg-Lothringen
Ferdinand Zvonimir Maria Balthus Keith Michael Otto Antal Bahnam Leonhard Von Habsburg-Lothringen, född 21 juni 1997 i Salzburg i Österrike, är en österrikisk racerförare och barnbarn till Österrike-Ungerns siste kronprins Otto von Habsburg. Han är Karl Habsburg-Lothringens och Francesca Thyssen-Bornemiszas äldste son. De österrikiska myndigheterna erkänner inte kejserliga och kungliga titlar och i hans hemland kallas han Ferdinand Zvonimir Habsburg-Lothringen. Utomlands och inom genealogin tituleras han dock stundom som "kejserlig prins och ärkehertig av Österrike", "kunglig prins av Ungern, Böhmen och Kroatien".       
Ferdinand Zvonimir döptes den 20 september 1997 i katedralen i Zagreb i Kroatien. Kroatien var under åren 1527–1918 en habsburgsk, sedermera österrikisk och österrikisk-ungersk provins. Dopförrättare var Franjo Kuharić, dåvarande ärkebiskop av Zagreb och kardinal. Vid dopet gavs även det kungliga kroatiska namnet Zvonimir som bland annat burits av den medeltida kungen Dmitar Zvonimir.
2017 kom han sjua in Europeiska Formel 3-mästerskapet.